# Daniel Bragança
Daniel Santos Bragança (Fazendas de Almeirim, 27 maggio 1999) è un calciatore portoghese, centrocampista dello Sporting Lisbona.

## Caratteristiche tecniche
È un centrocampista centrale con doti offensive che può essere impiegato anche come trequartista.

## Carriera

### Club
Cresciuto nelle giovanili dello Sporting Lisbona, il 10 gennaio 2019 viene ceduto in prestito al Farense, club di LigaPro, fino al termine della stagione. Il 14 aprile 2019 mette a segno il suo primo gol da professionista in occasione della partita vinta per 3-1 contro l'Estoril Praia. Il 9 agosto 2019 viene ceduto, sempre in prestito, per l'intera stagione all'Estoril.
Bragança esordisce ufficialmente con la prima squadra dello Sporting il 24 settembre 2020, in UEFA Europa League contro l'Aberdeen, sostituendo Wendel. Tre giorni dopo fa il suo debutto in Primeira Liga, durante il match vinto per 2-0 contro il Paços Ferreira. Il 15 ottobre 2021, in occasione dell'incontro di Taça de Portugal contro il Belenenses, scende in campo indossando la fascia da capitano. Il 18 dicembre 2021 realizza la sua prima rete con la maglia dello Sporting in occasione della vittoria per 3-0 in casa del Gil Vicente.
A causa di un infortunio al legamento crociato anteriore è costretta a saltare l'intera stagione 2022-23. Torna in campo il 12 agosto 2023 in occasione dell'incontro di campionato vinto per 3-2 contro il Vizela. Nel 2024 tocca quota 100 presenze col congiunto di Lisbona.

### Nazionale
Il 5 settembre 2019 esordisce con la nazionale Under-21 portoghese, giocando da titolare l'incontro valido per le qualificazioni al campionato europeo di calcio Under-21 2021 contri i pari età di Gibilterra. Viene convocato da Rui Jorge per disputare l'Europeo di categoria del 2021, in cui conquista la medaglia d'argento.

## Statistiche

### Presenze e reti nei club
Statistiche aggiornate al 15 febbraio 2025.
| Stagione                | Squadra                 | Campionato              | Campionato | Campionato | Coppe nazionali | Coppe nazionali | Coppe nazionali | Coppe continentali | Coppe continentali | Coppe continentali | Altre coppe | Altre coppe | Altre coppe | Totale | Totale | Totale |
| Stagione                | Squadra                 | Comp                    | Pres       | Reti       | Comp            | Pres            | Reti            | Comp               | Pres               | Reti               | Comp        | Pres        | Reti        | Pres   | Reti   |        |
| ----------------------- | ----------------------- | ----------------------- | ---------- | ---------- | --------------- | --------------- | --------------- | ------------------ | ------------------ | ------------------ | ----------- | ----------- | ----------- | ------ | ------ | ------ |
| gen.-mag. 2019          | Farense                 | SL                      | 16         | 2          | TdP+TdL         | -               | -               | -                  | -                  | -                  | -           | -           | -           | 16     | 2      |        |
| 2019-2020               | Estoril Praia           | SL                      | 20         | 4          | TdP+TdL         | 2+0             | 0               | -                  | -                  | -                  | -           | -           | -           | 22     | 4      |        |
| 2020-2021               | Sporting Lisbona        | PL                      | 21         | 0          | TdP+TdL         | 1+2             | 0               | UEL                | 1                  | 0                  |             | -           | -           | 25     | 0      |        |
| 2021-2022               | Sporting Lisbona        | PL                      | 25         | 2          | TdP+TdL         | 4+1             | 0               | UCL                | 5                  | 0                  | ST          | 0           | 0           | 35     | 2      |        |
| 2022-2023               | Sporting Lisbona        | PL                      | 0          | 0          | TdP+TdL         | 0               | 0               | UCL+UEL            | 0                  | 0                  |             | -           | -           | 0      | 0      |        |
| 2023-2024               | Sporting Lisbona        | PL                      | 28         | 3          | TdP+TdL         | 7+3             | 1+1             | UEL                | 9                  | 0                  |             | -           | -           | 47     | 5      |        |
| 2024-2025               | Sporting Lisbona        | PL                      | 18         | 3          | TdP+TdL         | 2+0             | 0               | UCL                | 8                  | 1                  | ST          | 1           | 0           | 29     | 4      |        |
| Totale Sporting Lisbona | Totale Sporting Lisbona | Totale Sporting Lisbona | 92         | 8          |                 | 20              | 2               |                    | 23                 | 1                  |             | 1           | 0           | 135    | 11     |        |
| Totale carriera         | Totale carriera         | Totale carriera         | 128        | 14         |                 | 22              | 2               |                    | 23                 | 1                  |             | 1           | 0           | 168    | 17     |        |

### Cronologia presenze e reti in nazionale
| Cronologia completa delle presenze e delle reti in nazionale ― Portogallo under 21 | Cronologia completa delle presenze e delle reti in nazionale ― Portogallo under 21 | Cronologia completa delle presenze e delle reti in nazionale ― Portogallo under 21 | Cronologia completa delle presenze e delle reti in nazionale ― Portogallo under 21 | Cronologia completa delle presenze e delle reti in nazionale ― Portogallo under 21 | Cronologia completa delle presenze e delle reti in nazionale ― Portogallo under 21 | Cronologia completa delle presenze e delle reti in nazionale ― Portogallo under 21 | Cronologia completa delle presenze e delle reti in nazionale ― Portogallo under 21 |
| Data                                                                               | Città                                                                              | In casa                                                                            | Risultato                                                                          | Ospiti                                                                             | Competizione                                                                       | Reti                                                                               | Note                                                                               |
| ---------------------------------------------------------------------------------- | ---------------------------------------------------------------------------------- | ---------------------------------------------------------------------------------- | ---------------------------------------------------------------------------------- | ---------------------------------------------------------------------------------- | ---------------------------------------------------------------------------------- | ---------------------------------------------------------------------------------- | ---------------------------------------------------------------------------------- |
| 5-9-2019                                                                           | Alverca do Ribatejo                                                                | Portogallo under 21                                                                | 4 – 0                                                                              | Gibilterra under 21                                                                | Qual. Europeo Under-21 2021                                                        | -                                                                                  |                                                                                    |
| 4-9-2020                                                                           | Larnaca                                                                            | Cipro under 21                                                                     | 0 – 4                                                                              | Portogallo under 21                                                                | Qual. Europeo Under-21 2021                                                        | -                                                                                  | 76’                                                                                |
| 9-10-2019                                                                          | Estoril                                                                            | Portogallo under 21                                                                | 4 – 1                                                                              | Norvegia under 21                                                                  | Qual. Europeo Under-21 2021                                                        | -                                                                                  | 83’                                                                                |
| 13-10-2019                                                                         | Gibilterra                                                                         | Gibilterra under 21                                                                | 0 – 3                                                                              | Portogallo under 21                                                                | Qual. Europeo Under-21 2021                                                        | -                                                                                  |                                                                                    |
| 14-11-2019                                                                         | Estoril                                                                            | Portogallo under 21                                                                | 0 – 0                                                                              | Slovenia under 21                                                                  | Amichevole                                                                         | -                                                                                  | 46’                                                                                |
| 12-11-2020                                                                         | Portimão                                                                           | Portogallo under 21                                                                | 3 – 0                                                                              | Bielorussia under 21                                                               | Qual. Europeo Under-21 2021                                                        | -                                                                                  | 74’                                                                                |
| 18-11-2020                                                                         | Portimão                                                                           | Portogallo under 21                                                                | 2 – 1                                                                              | Paesi Bassi under 21                                                               | Qual. Europeo Under-21 2021                                                        | -                                                                                  | 82’ 86’                                                                            |
| 25-3-2021                                                                          | Capodistria                                                                        | Portogallo under 21                                                                | 1 – 0                                                                              | Croazia under 21                                                                   | Europeo Under-21 2021 - Fase a gironi                                              | -                                                                                  | 73’                                                                                |
| 28-3-2021                                                                          | Lubiana                                                                            | Portogallo under 21                                                                | 2 – 0                                                                              | Inghilterra under 21                                                               | Europeo Under-21 2021 - Fase a gironi                                              | -                                                                                  | 46’                                                                                |
| 31-3-2021                                                                          | Lubiana                                                                            | Svizzera under 21                                                                  | 0 – 3                                                                              | Portogallo under 21                                                                | Europeo Under-21 2021 - Fase a gironi                                              | -                                                                                  |                                                                                    |
| 31-5-2021                                                                          | Lubiana                                                                            | Portogallo under 21                                                                | 5 – 3                                                                              | Italia under 21                                                                    | Europeo Under-21 2021 - Quarti di finale                                           | -                                                                                  | 86’                                                                                |
| 3-6-2021                                                                           | Maribor                                                                            | Spagna under 21                                                                    | 0 – 1                                                                              | Portogallo under 21                                                                | Europeo Under-21 2021 - Semifinale                                                 | -                                                                                  | 65’                                                                                |
| 6-6-2021                                                                           | Lubiana                                                                            | Germania under 21                                                                  | 1 – 0                                                                              | Portogallo under 21                                                                | Europeo Under-21 2021 - Finale                                                     | -                                                                                  | 58’                                                                                |
| Totale                                                                             |                                                                                    | Presenze                                                                           | 13                                                                                 |                                                                                    | Reti                                                                               | 0                                                                                  |                                                                                    |

## Palmarès

### Club

#### Competizioni nazionali
- Coppa di Lega portoghese: 2

Sporting Lisbona: 2020-2021, 2021-2022
- Campionato portoghese: 3

Sporting Lisbona: 2020-2021, 2023-2024, 2024-2025
- Supercoppa di Portogallo: 1

Sporting CP: 2021
- Coppa del Portogallo: 1

Sporting Lisbona: 2024-2025